# Parnassia labiata
Parnassia labiata är en benvedsväxtart som beskrevs av Z.P. Jien. Parnassia labiata ingår i släktet Parnassia och familjen Celastraceae. Inga underarter finns listade.